# Frederico, Príncipe Hereditário da Dinamarca
Frederico (11 de Outubro de 1753 - 7 de Dezembro de 1805) foi um príncipe hereditário da Dinamarca e da Noruega. Era filho do segundo casamento do rei Frederico V da Dinamarca com a duquesa Juliana Maria de Brunsvique-Volfembutel.
Frederico foi regente em nome do seu meio-irmão, o rei Cristiano VII, de 1772 a 1784. Pensa-se que terá sido deficiente físico.

## Primeiros anos
Frederico nasceu no Palácio de Christiansborg em Copenhaga no dia 11 de Outubro de 1753. Para assegurar a sua posição futura, aos 3 anos de idade, Frederico foi eleito coadjutor ao principado-bispado de Lübeck. Isto significava que, eventualmente, Frederico iria suceder ao príncipe-bispo governante da altura, Frederico Augusto. Contudo, este plano teve de ser abandonado e Frederico permaneceu na Dinamarca como membro menor da família real.

## Casamento
Casou-se com a duquesa Sofia Frederica de Mecklemburgo-Schwerin, em Copenhaga, no dia 21 de Outubro de 1774. Era princesa e duquesa de Mecklemburgo-Schwerin, uma filha do duque Luís de Mecklemburgo-Schwerin e da princesa Carlota Sofia de Saxe-Coburgo-Saalfeld.

## Regente
O seu meio-irmão, o rei Cristiano VII da Dinamarca, sofria de uma doença mental grave (talvez esquizofrenia) e, após o seu divórcio da rainha Carolina Matilde (que na altura estava no exílio), o príncipe Frederico foi nomeado regente da Dinamarca em 1772, quando tinha 18 anos de idade. A sua regência foi, acima de tudo, nominal, uma vez que o poder estava nas mãos da sua mãe, Juliana Maria, e do ministro Ove Høegh-Guldberg.
Foi regente até ao golpe de estado de 1784, quando o príncipe Frederico (o futuro rei Frederico VI da Dinamarca), na altura com 16 anos, tomou o poder e a regência.

## Últimos anos
Após o golpe de estado, Frederico ficou sem grande influência na corte. Como o seu primo não tinha filhos, Frederico continuou a ser herdeiro do trono e o seu filho viria a suceder-lhe como rei Cristiano VIII da Dinamarca.
Depois de o Palácio de Christiansborg ser destruído num incêndio em 1794, Frederico mudou-se com a família para o Palácio de Amalienborg. Sofia Frederica morreu nesse ano, pouco depois da mudança. Frederico viveu mais 11 anos do que a esposa, vindo a falecer no dia 7 de Dezembro de 1805.

## Descendência
- Juliana Maria (Palácio de Christiansborg, 2 de Maio de 1784 – Copenhaga, 28 de Outubro de 1784)
- Cristiano VIII da Dinamarca (1786–1848), rei da Noruega e da Dinamarca
- Juliana Sofia (Copenhaga, 18 de Fevereiro de 1788 – Copenhaga, 9 de Maio de 1850), casada em Frederiksborg no dia 22 de Agosto de 1812 com o conde Guilherme de Hesse-Philippsthal-Barchfeld; com descendência
- Luísa Carlota (1789–1864), casada com o conde Guilherme de Hesse-Cassel (ou Hesse-Kassel)
- Frederico Fernando da Dinamarca (1792–1863), sem descendência